# The Floaters
The Floaters was een Amerikaanse soul-zanggroep uit Detroit.

## Bezetting
- James Mitchell[5] (ex-The Detroit Emeralds)
- Paul Mitchell[6]
- Larry Cunningham[7]
- Charles Clark[8]
- Ralph Mitchell[9]

## Geschiedenis
De groep werd geformeerd in 1976. Hun eerste single Float On, geproduceerd door Woody Wilson, was tevens de enige hit van de groep bij ABC Records en plaatste zich op de toppositie van de Britse hitlijst en de 2e plaats in de Amerikaanse Billboard Hot 100. Navolgende singles als You Don't Have to Say You Love Me (#28, r&b-hitlijst) waren niet zo succesvol. Er verschenen vier albums, echter met weinig commercieel succes. De groep werd in 1982 ontbonden.
Een nieuwe opname van Float On werd opgenomen in 2001 voor het album Still Standing van de band Full Force en Cheech & Chong maakten een karikatuur van de song onder de naam Bloat On. De rap-groep Stetsasonic maakte ook een cover van de song met In Full Gear (1988). De personages uit Sesame Street Northern Calloway (David), Bob McGrath (Bob), Roscoe Orman (Gordon) en Emilio Delgado (Luis) maakten een parodie van de song als Gimmie Five. De song werd ook gesampled door het Canadese hiphop-duo Dream Warriors in hun song met dezelfde naam.
In 2005 kwam ep The Way We Were uit (zonder Clark en P. Mitchell)

## Overlijden
Larry Cunningham overleed in januari 2019 op 67-jarige leeftijd.. Paul Mitchell overleed in december 2021.

## Discografie

### Singles
- 1977: Float On

### Albums
- 1977:	Floaters
- 1978:	Magic
- 1979: Float into the Future
- 1981: Get Ready for
- 1998: Float On: The Best of

### NPO Radio 2 Top 2000
Van The Floaters stond alleen Float On in 1999 in de NPO Radio 2 Top 2000, op plek 1647.